# Club Deportivo Quintanar del Rey
El Club Deportivo Quintanar del Rey és un club de futbol espanyol amb seu a Quintanar del Rey, a la comunitat autònoma de Castella-la Manxa. Fundat l'any 1984, juga a Tercera Divisió – Grup 18, celebrant els partits a casa al Campo Municipal San Marcos, amb una capacitat de 2.000 seients.

## Temporada a temporada
| Temporada | Nivell | Divisió | Lloc | Copa del Rei  |
| --------- | ------ | ------- | ---- | ------------- |
| 1994/95   | 7      | 2a Reg. | 9è   |               |
| 1995/96   | 6      | 2a Aut. | 7è   |               |
| 1996/97   | 6      | 2a Aut. | 1r   |               |
| 1997/98   | 5      | 1a Aut. | 16è  |               |
| 1998/99   | 5      | 1a Aut. | 2n   |               |
| 1999/00   | 4      | 3a      | 5è   |               |
| 2000/01   | 4      | 3a      | 1r   |               |
| 2001/02   | 4      | 3a      | 4t   | Primera ronda |
| 2002/03   | 4      | 3a      | 2n   |               |
| 2003/04   | 4      | 3a      | 1r   |               |
| 2004/05   | 4      | 3a      | 11è  | Primera ronda |
| 2005/06   | 4      | 3a      | 10è  |               |
| 2006/07   | 4      | 3a      | 16è  |               |
| 2007/08   | 4      | 3a      | 17è  |               |
| 2008/09   | 5      | 1a Aut. | 1r   |               |
| 2009/10   | 4      | 3a      | 15è  |               |
| 2010/11   | 4      | 3a      | 10è  |               |
| 2011/12   | 4      | 3a      | 8è   |               |
| 2012/13   | 4      | 3a      | 9è   |               |
| 2013/14   | 4      | 3a      | 10è  |               |

| Temporada | Nivell | Divisió | Lloc | Copa del Rei  |
| --------- | ------ | ------- | ---- | ------------- |
| 2014/15   | 4      | 3a      | 3r   |               |
| 2015/16   | 4      | 3a      | 5è   |               |
| 2016/17   | 4      | 3a      | 8è   |               |
| 2017/18   | 4      | 3a      | 16è  |               |
| 2018/19   | 4      | 3a      | 8è   |               |
| 2019/20   | 4      | 3a      | 2n   |               |
| 2020/21   | 4      | 3a      |      | Primera ronda |

- 26 temporades a Tercera Divisió